# Бак Роджерс
Бак Роджерс — вымышленный персонаж, впервые появившийся в новелле Филипа Нолана Armageddon 2419 A.D., вышедшей в сборнике Amazing Stories в августе 1928 года. При первом появлении носил имя Энтони Роджерс. Продолжение The Airlords of Han было опубликовано в марте 1929 года.
Когда новелла, при участии карикатуриста Дика Колкинса, была переработана в комикс, главный герой получил имя Бак Роджерс. Впервые комикс был напечатан в газетах 7 января 1929 года. Позже Бак Роджерс появлялся в фильмах, в том числе в телесериале, в котором ему снова изменили имя — на Уильям Роджерс, и других произведениях.
Приключения Бака Роджерса в комиксах, фильмах, радиопостановках и телепередачах стали важной частью массовой культуры. Серия развивалась параллельно освоению космоса и сделало космическое пространство, в особенности для американцев, привычным местом действия фантастических романов.
Бака Роджерса называют проводником концепции освоения космоса, сравнивая с героями произведений таких популяризаторов науки и технического прогресса, как Жюль Верн, Герберт Уэллс и, в особенности, с Джоном Картером Эдгара Райса Берроуза.

## Проза
Впервые персонаж, под именем Энтони Роджерс, появился в качестве главного героя новеллы Филипа Нолана Armageddon 2419 A.D.. По описанию, Роджерс родился в 1898 году, прошёл Первую мировую войну. В 1927 году он работал на American Radioactive Gas Corporation, расследуя сообщения о необычных явлениях на заброшенной шахте в северо-восточной Пенсильвании. 15 декабря, когда Роджерс находился под землёй, на шахте произошёл обвал. Подвергнувшись воздействию радиоактивного газа, Роджерс впал в состояние анабиоза, не влиявшего, однако, на его умственные и физические способности. В этом состоянии он провёл 492 года.
Роджерс очнулся в 2419 году в мире, где Северную Америку захватили ханы (англ. Hans) из пустыни Гоби. Они правили страной из 15 крупных городов, построенных по всему континенту, а бывших американцев вытеснили в горы и леса, так как при имевшихся в распоряжении захватчиков технологиях им не были нужны рабы. Опыт, полученный Роджерсом на войне, был необходим выжившим американцам в борьбе против ханов и их союзников.
В следующей новелле, The Airlords of Han, действие которой происходит через полгода после первой части, Роджерс в качестве вождя группы американцев, вместе с другими отрядами осаждает города ханов. Против них действуют воздушные корабли противника.
В 1933 году Нолан и Колкинс в соавторстве пишут роман Buck Rogers in the 25th Century, где пересказывают историю Бака Роджерса и некоторые из его приключений. Репринт этой книги был включён в издание романа Мартина Кайдина Buck Rogers: A Life in the Future (1995).
В 1960-х года две новеллы Нолана были объединены Дональдом Уоллхеймом в один роман, Armageddon 2419 A.D. Обложку к оригинальному изданию создал Эд Эмшвиллер.
Фильм 1979 года и одна из неснятых серий последовавшего за ним сериала были переложены Эддисоном Е. Стили в виде двух романов.
Авторизованные продолжения новеллы Armageddon 2419 A.D. были написаны в 1980-х различными авторами, которые взяли за основу набросок сюжета, созданный Ларри Нивеном и Джерри Пурнелем. Они, в свою очередь, использовали отсылки к своему бестселлеру 1977 года «Молот Люцифера». Действие первого продолжения начиналось примерно в 2476 году, когда овдовевший 86-летний Энтони Роджерс чудесным образом молодеет, чтобы вновь сразиться со считавшимися уничтоженными ханами, теперь называемыми пр’ланами. В список продолжений входят:
- Mordred Джона Эрика Холмса (издательство Ace, январь 1981, ISBN 0-441-54220-4)
- Warrior’s Blood Ричарда Макинроя (издательство Ace, январь 1981, ISBN 0-441-87333-2)
- Warrior’s World Ричарда Макинроя (издательство Ace, октябрь 1981, ISBN 0-441-87338-3)
- Rogers' Rangers Джона Зильбербека (издательство Ace, август 1983, ISBN 0-441-73380-8)

## Комиксы
Сюжет об Энтони Роджерсе из журнала Amazing Stories привлёк внимание Джона Ф. Дилла, президента компании National Newspaper Service. Он договорился с Ноланом о превращении новеллы в комикс. Персонажу изменили имя на Бак Роджерс, которое, по одной из версий, было заимствовано у актёра Бака Джонса (англ. Buck Jones), игравшего в вестернах 1920-х годов. Рисовать комикс был приглашён карикатурист Дик Колкинс.
7 января 1929 года вышел дебютный выпуск комикса Buck Rogers in the 25th Century A.D.. По совпадению, в тот же самый день дебютировал и комикс о Тарзане. 30 марта 1930 года к ежедневным комиксам добавились воскресные, художником которых стал Расселл Китон. Поскольку на тот момент соглашения об использовании одних и тех же персонажей в ежедневных и воскресных газетах не было, воскресный комикс был посвящён Бадди Дирингу (брату Уилмы Диринг, которую спас Роджерс) и его подруге Алуре. Сам Бак Роджерс появился в воскресном комиксе лишь некоторое время спустя. Другими популярными персонажами в комиксе были доктор Хьюр, злодей Киллер Кейн с любовницей Ардалой и Чёрный Барни, космический пират, впоследствии ставший другом и союзником Роджерса.
В 1930 году Нолан признался изобретателю Ричарду Фуллеру, что часто использовал его идеи в комиксах.
Как и другие популярные комиксы, иллюстрированные истории о Баке Роджерсе были переизданы в рамках серии Big Little Books, в виде иллюстрированного переложения и книги-трансформера.
Когда Китон решил переключиться на иллюстрирование комикса Колкинса Skyroads, компания начала поиски ассистента, и в 1932 году наняла Рика Ягера. Ягер обучался рисованию в Чикагской академии изящных искусств хорошо рисовал акварелью; его истории о Баке Роджерсе были нарисованы тушью и акварельными красками. У Ягера также имелись связи с чикагскими газетами, поскольку он являлся сыном Чарльза Монтросса Ягера, издателя The Modern Miller, и некоторое время вёл колонку «Auntie’s Advice» в газете своего отца. Ягер быстро поднялся от художника дополнительного комикса, располагавшегося под основным, до автора и художника главной полосы.
Авторство ранних комиксов определить крайне трудно. Подписи под рисунками не являются подтверждением авторства: роспись Колкинса появлялась под комиксом, когда он давно не принимал участия в его создании, и лишь немногие художники подписывали свои работы, в то время как основная масса комиксов выходила неподписанной. Вероятно, Ягер полностью контролировал воскресный выпуск «Бака Роджерса» начиная с 1940 года, впоследствии к нему в качестве ассистента присоединился Лен Дворкинс. В 1950-х ассистентом также был Дик Лочер.
Несмотря на футуристический сюжет, комикс изготавливался по старинке: индийскими чернилами на стратморской бумаге, а уменьшенная копия, часто перерисованная вручную, раскрашивалась акварелью. Крупная коллекция оригинальных комиксов находится в Майамском университете в Оксфорде, штат Огайо. Художники, рисовавшие комикс, также привлекались к изготовлению сопутствующей продукции: книг, игрушек и моделей ракет.
В середине 1958 года отношения между художниками (Ягером и другими) и владельцами комикса ухудшились, в результате художники отказались продолжать работу. Временно их заменил Мёрфи Андерсон, но надолго не задержался. В 1959 году комикс начал рисовать Джордж Туска, который оставался его автором до окончания оригинальной серии 8 июля 1967 года.
В 1979 году Грей Морроу и Джим Лоуренс возобновили выпуск комикса, переименовав его в 1980 году в Buck Rogers in the 25th Century. В 1981 к работе подключился Кэри Бейтс, выпускавший его до финала в 1983 году.

### Книги комиксов
Бак Роджерс появлялся во множестве комиксов, как посвящённых ему персонально, так и в сторонних. Роджерс присутствовал в 69-м выпуске комикса Famous Funnies, дважды появлялся в Vicks Comics. В 1940 году у него появился собственный журнал Buck Rogers, который продержался 6 выпусков. Все комиксы издавала компания Eastern Color Printing.
В 1933 году  Whitman Publishing, чикагский филиал Western Publishing, издал 12 книг комиксов о приключениях Бака Роджерса. Kelloggs Cereal Company выпустила два подарочных комикса, один в 1933, другой в 1935. В 1951 Toby Press опубликовала 3 выпуска «Бака Роджерса», все являющиеся переизданием газетных комиксов. В 1955 австралийская компания Atlas Productions выпустила пять номеров журнала Buck Rogers in the 25th Century.
Gold Key Comics выпустила единственную книгу комиксов о Баке Роджерсе в 1964 году.
Второй период публикаций начался после выхода в 1979 году телесериала ABC. На его основе в 1979-82 годах журналы выпускали сначала Gold Key, а затем Whitman Publishing, продолжив нумерацию с комикса 1964 года.
В 1990-91 годах TSR, Inc. опубликовала серию из 10 номеров, основываясь на сеттинге Buck Rogers XXVC.
В 2009 году Dynamite Entertainment приступила к выпуску ежемесячных журналов комиксов о Баке Роджерсе. Сценаристом выступил Скотт Битти, художником — Карлос Рафаэль. Первый номер появился на свет в мае 2009 года. Серия насчитывает 13 выпусков и один ежегодник. Позднее комиксы были переиздан в двух сборниках.
В 2012 году Hermes Press объявила о подготовке новой серии комиксов о Баке Роджерсе, художником которой должен стать Говард Чайкин. Дебютный выпуск серии вышел в августе 2013 года.

## Радиопостановки
В 1932 году в радиоэфир вышла программа «Бак Роджерс», ставшая первой научно-фантастической трансляцией. Передача выходила в эфир четыре раза в разное время. Впервые в виде 15-минутных трансляций программа выходила на CBS в 1932 году, затем её транслировали в 1936. После этого Mutual в провела трансляции в периоды с апреля по июль 1939 и с мая по июль 1940 годов в виде 30-минутных выпусков и, наконец, с сентября 1946 по март 1947 снова выпусками по 15 минут.
Радиопостановка в очередной раз пересказывала историю Бака Роджерса, попавшего из нашего времени в XXV век. Бака в разное время озвучивали Мэтт Кроули, Кёртис Эрнолл, Карл Фрэнк и Джон Ларкин. Уилму Диринг озвучивала Адель Ронсон, а выдающегося учёного и изобретателя доктора Хьюра — Эдгар Стели.
Продюсером и режиссёров радиоверсии приключений Бака Роджерса выступил Карло Де Анджело, которого впоследствии заменил Джек Джонстон. В 1988 году Джонстон вспоминал, как работал над звуковыми эффектами вместе с Орой Николс: чтобы создать звук летящих ракет, они использовали вентилятор.

## Экранизации

### Всемирная выставка
Десятиминутный фильм Buck Rogers in the 25th Century: An Interplanetary Battle with the Tiger Men of Mars был показан на Всемирной выставке в Чикаго в 1933 году. Джон Дилл-младший (сын владельца комикса Джона Ф. Дилла) сыграл в нём главную роль. 35-миллиметровая плёнка с копией фильма была обнаружена внучкой создателя фильма и передана в киноархив Калифорнийского университета в Лос-Анджелесе. Фильм был опубликован в интернете и на DVD, выпущенном к 70-летию сериала о Баке Роджерсе.

### Рекламный фильм
В 1936 году вышел короткометражный фильм, предназначенный для демонстрации в магазинах, торгующих продукцией с Баком Роджерсом. Он был снят на студии Action Film Company в Чикаго, режиссёром выступил Харлан Тарбелл. Персонажами фильма были Бак Роджерс, Уилма Диринг, доктор Хьюр, Киллер Кейн, Ардала, король марсианских людей-тигров Гралло и роботы.

### Серия фильмов
В 1939 году на экраны вышел сериал о Баке Роджерсе, состоящий из 12 частей, снятый Universal Pictures Company. По сюжету дирижабль Бака Роджерса и его молодого помощника Бадди Уэйда терпит крушение в Арктике. Чтобы выжить, они используют газ нирвано и впадают в анабиоз. Их находят только через 500 лет, в 2440 году. Миром правит тиран Киллер Кейн, против которого выступают Роджерс, Уэйд, лейтенант Уилма Диринг и принц Толлен Сатурнский.
Сериал имел небольшой бюджет, экономил на спецэффектах и использовал декорации из других фильмов: Just Imagine (1930), Flash Gordon's Trip to Mars. Часть костюма Роджерса — кожаный пояс — перешла вместе с исполнителем главной роли Бастером Краббе из Flash Gordon’s Trip to Mars. Между 1953 и серединой 1970-х годов сериал был переиздан в виде трёх полнометражных фильмов.

### Телесериал ABC
На телевидении Бак Роджерс впервые появился 15 апреля 1950 года на канале компании ABC. Телесериал демонстрировался до 30 января 1951 года. Каждая серия длилась 30 минут.
По сюжету, Бак Роджерс попадает в 2430 год. Обосновавшись на секретной базе под Ниагарским водопадом (город Ниагара стал столицей мира), Роджерс сражается с межгалактическими врагами.
Несмотря на короткую длительность сериала, состав актёров несколько раз менялся. Трое играли роль Бака Роджерса: Эрл Хаммонд, Кем Диббс и Роберт Пастин. Две актрисы выступили в роли Уилмы Диринг: Эва Мари Сейнт и Лу Прентис. Также двое актёров играли доктора Хьюра: Гэри Саутерн и Сэнфорд Бикарт.
Режиссёром сериала была Бабетт Генри, сценарий написал Джин Уакофф, продюсировали Джо Кейтс и Бабетт Генри.
Трансляция сериала велась в прямом эфире из Чикаго. Сохранившихся записей первого телесериала о Баке Роджерсе не обнаружено.

### Телесериал NBC
В 1979 году, на волне успеха «Звёздных войн», Бак Роджерс вернулся на телеэкраны в обновлённом телесериале «Бак Роджерс в XXV веке». Премьера пилотного фильма состоялась в кинотеатрах 30 марта 1979 года. Хорошие сборы подвигли NBC на съёмки полноценного сериала, который начал транслироваться в сентябре. Продюсером фильма и первого сезона сериала стал Глен Ларсон.
Главную роль сериала — капитана Уильяма «Бака» Роджерса, пилота ВВС США и НАСА, командира похожего на спейс-шаттл корабля Ranger III — исполнил Джил Джерард. По сюжету, корабль стартовал в 1987 году, попал в облако межзвёздного газа и из-за повреждения системы жизнеобеспечения замёрз. Проведя в дрейфующем корабле более пяти веков, его командир вернулся к жизни в XXV веке. Земля, пережившая в конце XX века ядерную войну, превратилась в единое государство, защиту которого обеспечивает Директорат обороны Земли, расположенный в Нью-Чикаго. Угрозу планете представляют армии пришельцев с Драконии.
Главную женскую роль — сбитого пилота звёздного истребителя, полковника Уилмы Диринг — сыграла Эрин Грэй. Роль Доктора Элиаса Хьюра, главы Директората и бывшего звездолётчика, досталась Тиму О’Коннору. Ардала появилась в качестве принцессы с Драконии, возглавлявшей армии своего отца. Её сыграла Памела Хенсли. Кейн стал правой рукой принцессы, роль исполнил Генри Сильва. Таким образом, Ардала и Кейн взаимно поменяли положение относительно оригинального сюжета, где Кейн был главным. Чёрный Барни в фильме не появился, хотя персонаж Барни Смит присутствовал в двухчастном эпизоде сериала «The Plot to Kill a City».
Среди новых персонажей, введённых в сюжет, были робот Твики, ставший персональным помощником Бака Роджерса (озвучен Мелом Бланком), и наделённый интеллектом компьютер, который носил с собой Твики.
Сериал выходил на NBC в течение двух сезонов. Из-за забастовки актёров в 1980 году съёмки и выход второго сезона задержался на несколько дней. Когда он наконец вышел в 1981 году, зрители увидели изменение концепции: вместо защиты Земли Бак Роджерс и Уилма Диринг отправились в глубокий космос на поиски потерянных колоний людей. Из сериала исключили доктора Хьюра, заменив чудаковатым доктором Гудфеллоу, которого сыграл Уилфрид Хайд-Уайт. Бродвейский актёр Джей Гарнер получил роль вице-адмирала Сил Земли Эфраима Азимова. Также на борту поискового корабля появился Хоук, представитель древней расы людей-птиц, ищущий своих соплеменников — его сыграл Том Кристофер. Изменения оказались неудачными, и по окончании сезона сериал закрыли.
По сериалу были выпущены две новеллизации за авторством Эддисона Е. Стили. Первая пересказывала сюжет фильма, вторая основывалась на не вышедшей в эфир постановке That Man on Beta.

### Планируемые фильмы
В 2008 году сообщалось, что кинорежиссёр Фрэнк Миллер собирается снять новый фильм о Баке Роджерсе по собственному сценарию в сотрудничестве с компанией OddLot Entertainment.
В 2010 году вновь заявлялось о возвращении Бака Роджерса на большие экраны в 3D-формате. В качестве режиссёра упоминался британский кинорежиссёр Пол Андерссон.

#### Веб-сериал
В 2009 году компания Cawley Entertainment Company объявила, что при поддержке Dille Family Trust начинает выпуск веб-сериала Buck Rogers in the 25th Century. Предполагалось, что он будет основан на оригинальном газетном комиксе и расскажет, как Бак Роджерс переместился в XXV век. Главную роль Лукаса «Бака» Роджерса отдали Бобби Райсу. Джил Джерард и Эрин Грэй, сыгравшие Роджерса и Диринг в фильме 1979 года, должны были появиться в первом эпизоде сериала в качестве родителей Роджерса. Саманта Грэй-Хиссонг, дочь Эрин Грэй, получила роль Мэдисон Гейл. Сцена из фильма с участием Джерарда и Грэй появилась на Youtube в мае 2010 года.
Веб-кастинг должен был начаться в 2010 году, однако сериал так и не появился, а с IMDB были удалены все упоминания о нём. В мае 2011 года появилось предположение, что проект умер, в подтверждение чему приводились слова Джерарда и Грей. Попытка собрать средства для реализации проекта через Kickstarter потерпела неудачу, однако официальной информации о состоянии проекта не поступало.

## Игры

### Buck Rogers XXVC
В 1988 году TSR, Inc. создала сеттинг Buck Rogers XXVC, основанный на приключениях Бака Роджерса, который стал основой для множества книг, комиксов, настольных и видеоигр. В настольной ролевой игре Buck Rogers — Battle for the 25th Century персонажи игроков могли присоединиться к Баку Роджерсу и Организации Новой Земли (ОНЗ, англ. New Earth Organisation) в борьбе против русско-американской корпорации RAM, базирующейся на Марсе. В игре также активно использовались «дженнис» (англ. gennies) — генетически изменённые организмы. Игровой процесс игры заключался в передвижении фишек, добыче и использовании ресурсов. Предполагался выпуск дополнения к игре Martian Wars Expansion, но состоялся ли её релиз или нет, неизвестно.

#### Книги
С 1990 по 1991 годы вышло 10 «модулей» комиксов, действие которых развивалось в сеттинге Buck Rogers XXVC:
- Rude Awakening #1
- Rude Awakening #2
- Rude Awakening #3
- Black Barney #1
- Black Barney #2
- Black Barney #3
- Martian Wars #1
- Martian Wars #2
- Martian Wars #3
- Martian Wars #4

Ходят слухи о наличии ещё двух выпусков, которые не попали в широкое распространение.
В рамках сеттинга начиная с 1989 года было выпущено 10 романов в мягкой обложке:
- Arrival (антология) — Флинт Дилл, Эбигейл Ирвайн, Мелинда Сибрук Мёрдок, Джерри Олтайон, Ульрике О’Рейли и Роберт Шекли (TSR, март 1989, ISBN 0-88038-582-0)

The Martian Wars Trilogy
- Rebellion 2456 — Мелинда Сибрук Мёрдок (TSR, май 1989, ISBN 0-88038-728-9)
- Hammer of Mars — Мелинда Сибрук Мёрдок (TSR, август 1989, ISBN 0-88038-751-3)
- Armageddon off Vesta — Мелинда Сибрук Мёрдок (TSR, октябрь 1989, ISBN 0-88038-761-0)

The Inner Planets Trilogy
- First Power Play — Джон Миллер (TSR, август 1990, ISBN 0-88038-840-4)
- Prime Squared — Мелинда Сибрук Мёрдок (TSR, октябрь 1990, ISBN 0-88038-863-3)
- Matrix Cubed — Бриттон Блум (TSR, май 1991, ISBN 0-88038-885-4)

Invaders of Charon Trilogy
- The Genesis Web — Эллен С. и Теодор М. Бреннан (TSR, май 1992, ISBN 1-56076-093-1)
- Nomads of the Sky — Уильям Кейт-младший (TSR, октябрь 1992, ISBN 1-56076-098-2)
- Warlords of Jupiter — Уильям Кейт-младший (TSR, февраль 1993, ISBN 1-56076-576-3)

#### Видеоигры
В 1990 году компания Strategic Simulations, Inc. выпустила видеоигру на основе сеттинга Buck Rogers XXVC — Countdown to Doomsday. Игра предназначалась для Commodore 64, IBM PC, Sega Mega Drive и других платформ. В 1992 году появилось продолжение — Matrix Cubed.

### Пинбол
В начале 1980 года, через несколько месяцев после выхода на экраны телесериала, компания Gottlieb выпустила пинбол с оформлением в стиле приключений Бака Роджерса, чтобы отметить возрождение франшизы.

### High-Adventure Cliffhangers
В 1995 году TSR создала новый, не связанный с предыдущим сеттинг — High-Adventure Cliffhangers. Новая настольная ролевая игра возвращалась к сюжету оригинальных комиксов о Баке Роджерсе. В ней присутствовали бипланы и межрасовые столкновения в противоположность космическим боям предыдущей игры. Количество дополнительных модулей было крайне ограничено, а через некоторое время игру перестали продавать. История ролевых игр о Баке Роджерсе закончилась. Последняя игра была непопулярной и не имела широкого распространения. В продажу поступили всего два продукта: коробочное издание и «War Against the Han».

### Planet of Zoom
В 1982 году Sega выпустила аркаду Buck Rogers: Planet of Zoom. Она представляла собой скроллер-рэйлшутер, в котором игрок управлял космическим кораблём с видом от третьего лица и должен был уничтожать вражеские корабли и облетать препятствия. Игра отличалась быстрой псевдотрёхмерной графикой и высокодетализированными спрайтами. Игра оказала влияние на хит от Sega 1985 года Space Harrier, который, в свою очередь, вдохновил Nintendo на создание в 1995 году другого хита, Star Fox. Переработанная версия Planet of Zoom вышла на приставке Sega SG-1000 под названием Zoom 909.
Бак Роджерс в этой игре не появлялся, исключением было лишь его изображение на торце игрового автомата. Единственное, что с ним связывало игру — имя и открытый космос как место действия. Версии для домашних приставок и компьютеров были выпущены для Atari 2600, Atari 5200, Atari XE, ColecoVision, Coleco Adam, Intellivision, MSX, Sega Master System, Commodore VIC-20, Commodore 64, Texas Instruments TI-99/4A и ZX Spectrum. На IBM PC также появился вариант, использовавший CGA-графику.

## Игрушки
Первая игрушка, связанная с Баком Роджерсом, появилась в 1933 году, спустя четыре года после дебюта комиксов и год спустя после первой радиопостановки. Некоторые считают этот момент рождением современного лицензионного Мерчандайзинга, который характеризуется не только использованием популярных героев для оформления никак не связанных с ним продуктов, но и выпуском предметов и игрушек, напрямую заимствованных из вымышленного мира. Среди множества игрушек, ассоциирующихся с Баком Роджерсом, ведущую роль занимают лучевое оружие.
Первое «оружие Бака Роджерса» формально не было лучевым, но имело футуристический дизайн, ставший стандартом для всего последующего космического оружия. Это был XZ-31 Rocket Pistol — пневматический пистолет, производивший характерный звук. Впервые он был показан на Американской выставке игрушек в 1934 году. Его цена в рознице составляла 50 центов, что было совсем не дорого даже во время Великой депрессии. Игрушка изображала ракетницу, которая в комиксах была способна стрелять зарядами столь же эффективными как ручные гранаты того времени.
XZ-31 Rocket Pistol стал первым из множества игрушечных пистолетов, выпущенных в следующие 20 лет компанией Daisy, заключившей эксклюзивный контракт с Джоном Диллом на производство игрушек под маркой «Бак Роджерс». Большинство из этих пистолетов только создавало шум, ничем в действительности не стреляя, что гарантировало безопасность их использования.
В 1935 году появился уменьшенный и менее детализированный вариант первого пистолета — XZ-35 Rocket Pistol. Среди коллекционеров его часто называют «пистолетом Уилмы». Он продавался за 25 центов и явно предлагал недостаточно в сравнении с завышенной в пять раз ценой. Но для большинства покупателей это не имело значения, поскольку у них был обширный выбор. XZ-31 и XZ-35 были окрашены в цвет воронёной стали с яркими никелированными элементами.
XZ-38 Disintegrator Pistol, первый лучевой пистолет, ставший символом франшизы и даже использованный в первом фильме сериала 1939 года, поступил в продажу в 1935 году. Это был пневматический пистолет с устройством для создания искр и окрашенный в цвет меди.
XZ-44 Liquid Helium Water Pistol продавался в конце 1935 и начале 1936 года. Этот водяной пистолет заряжался через ствол, как шприц, и по утверждению рекламы мог произвести 50 выстрелов без перезарядки.
В 1946 году, после Второй мировой войны и изобретения атомной бомбы, Daisy перевыпустила XZ-38 в новом, серебристом, цвете, заимствованном у только что появившихся реактивных самолётов, и под новым названием — the U-235 Atomic Pistol. Но к тому времени пневматические пистолеты себя изжили, и даже имя Бака Роджерса теряло свой блеск в сравнении с реальным техническим прогрессом и пилотируемыми полётами в космос.
К 1952 году у Daisy закончилась эксклюзивная лицензия на «Бака Роджерса», а также желание создавать лучевые пистолеты. Последним предложением компании стала новая версия XZ-35 в яркой красно-бело-сине-жёлтой цветовой гамме. Пистолет получил название Zooka — слово «ракетница» уступило место пришедшему из реального мира слову «базука».
Космические пистолеты в целом и лучевые пистолеты в частности прибавили популярности после начала космической гонки. Всё, связанное с Баком Роджерсом, вновь привлекло интерес, но футуристических кепок или пневматических пистолетов теперь было недостаточно. Правильный лучевой пистолет обязан был выстреливать какой-то луч, чтобы завладеть вниманием американских мечтателей о космических приключениях. Так началась эра пластиковых пистолетов с электрическими лампочками на батарейках.
В 1953 году Norton-Honer представил Sonic Ray Gun, который по сути был фонариком, укреплённым на пистолетной рукоятке. Нажимая на спусковой крючок, можно было не только увидеть мигающий свет (цвет которого менялся с помощью окрашенных линз), но и услышать резкий звук. Его можно было использовать не только как вымышленный лучевой пистолет, но и в качестве настоящего передатчика кода Морзе.
Эта игрушка и последовавшая за ней Super Sonic Ray Gun активно использовалась в газетных комиксах о Баке Роджерсе, многие из которых заканчивались секретным сообщением в подобии кода Морзе, называемом Rocket Rangers International Code. Чтобы его расшифровать, нужно было направить в редакцию газеты конверт с обратным адресом и получить подсказку вместе с экземпляром пистолета.
В 1934 году была выпущена заводная игрушка Rocket Police Patrol Ship, представлявшая собой жестяной корабль, окрашенный в красный и зелёный цвета. Его выпускала компания Louis Marx & Company. В кокпите корабля сидел Бак Роджерс с лучевым пистолетом. В том же году появился оранжево-жёлтый патрульный корабль, на иллюминаторах которого были нарисованы Уилма и Бадди Диринг с правой стороны, и Бак Роджерс и доктор Хьюр с левой. Обе игрушки хранятся в коллекции смитсоновском Национальном музее авиации и космонавтики в Вашингтоне.
В 1936 году в Великобритании в продажу поступили раскрашенные оловянные солдатики, основанные на вселенной Бака Роджерса. Для бренда Cream of Wheat был выпущен набор из шести фигур, в который входили Бак Роджерс, доктор Хьюр, Уилма, Кейн, Ардала и непонятный «Mekkano Man Robot».
В 2009 и 2011 годах в продаже появились две версии экшн-фигурок Бака Роджерса, выпущенных компаниями Go Hero и Zica Toys. Первая соответствует первоначальному виду Бака в оригинальных комиксах в масштабе 1:6. Вторая в масштабе 1:9 представляет Бака из фильма и сериала 1979 года.

## Влияние
Имя Бака Роджерса стало нарицательным, например, в таких выражениях, как «Buck Rogers outfit» — защитный костюм, похожий на скафандр. Многие годы подавляющее большинство американцев знакомились с научной фантастикой через чтение комиксов, что и формировало их восприятие этого жанра. Другой расхожей фразой среди любителей фантастики до 1950 года была «that crazy Buck Rogers stuff».
Известность Бака Роджерса стала причиной появления нескольких известных пародий в мультсериале о Даффи Даке. Первой стала Duck Dodgers in the 24½th Century (1953) режиссёра Чака Джонса. За ним последовало два продолжения и, наконец, телевизионный сериал Duck Dodgers.
Комикс о Баке Роджерсе играет ключевую роль в фильме Стивена Спилберга «Инопланетянин». ET, вдохновлённый увиденным в комиксе, собирает устройство чтобы «звонить домой».
Анимационный сериал «Футурама», созданный Мэттом Грейнингом и Дэвидом Коэном в 1999 году, во многом испытывает влияние сюжет и персонажей комиксов о Баке Роджерсе. Такое же влияние Бак Роджерс оказал и на другие фантастические произведения.
Песня «Buck Rogers» британской рок-группы Feeder достигла в 2001 году пятой строчки чарта синглов.
На обложке альбома 1995 года группы Foo Fighters изображён XZ-38 Disintegrator Pistol.

### Аудио/видео
- Радиопостановки Buck Rogers (в общественном достоянии)